# 尼ヶ崎彬
尼ヶ﨑 彬（あまがさき あきら、1947年3月22日 - ）は、日本の美学者、学習院女子大学名誉教授。
専門は日本の歌論・詩学、舞踊美学。言語や身体に現出する日本人の美意識から、文化や価値観の根源を読み解く。著書に『日本のレトリック』（1988年）、『ことばと身体』（1990年）、『いきと風流』（2017年）などがある。

## 人物・来歴
愛媛県生まれ。東京教育大学附属駒場高等学校卒業。1971年東京大学文学部美学藝術学卒。同大学院博士課程中退。東京大学助手、学習院女子短期大学助教授、教授、1998年学習院女子大学教授。2018年定年退職、名誉教授。
文章が大学入試の問題によく使われるため、学習参考書の対象にもなっている。

## 主張
日常生活において人間の身体は自然的・文化的な秩序に従って自動的に動いている。それに対して、舞踊の身体はこの日常の秩序を逸脱し、別の原理によって秩序化されている。そのためには身体の動きを意識的にコントロールする必要がある。その身体の動きには筋肉や体勢などの内面的なものと、想定された他者の目から見た身体という外面的なものがある。身体を時間的分節と体勢の型という二つ外面の秩序に従わせ、その動きが踊る主体の内面の自律的な秩序から生まれたように見えるときに、舞踊の身体が現れる。そして、内面の身体を意識しなくとも身体が自動的に秩序を具現するようになったとき、舞踊の身体は完成する。練達の舞踊家は、さらにその秩序を逸脱していくことで新しい型を創造していくのである。

## 著書
単著
- 『花鳥の使 歌の道の詩学』勁草書房 現代美学双書 1983
- 『日本のレトリック 演技する言葉』筑摩書房（ちくまライブラリー）1988 のち学芸文庫
- 『ことばと身体』勁草書房 1990
- 『縁の美学 歌の道の詩学2』勁草書房 1995
- 『ダンス・クリティーク 舞踊の現在/舞踊の身体』勁草書房 2004
- 『高校生のための現代思想エッセンス ちくま評論選 尼ヶ崎彬「舞踊の身体」』岩間輝生・佐藤和夫・坂口浩一編、筑摩書房 2007
- 『近代詩の誕生 ― 軍歌と恋歌』大修館書店 2011
- 『いきと風流 日本人の生き方と生活の美学』大修館書店 2017
- 『利休の黒 美の思想史』（尼ケ﨑彬セレクション 1）花鳥社 2022.7

編著
- 『メディアの現在』編 ぺりかん社 1991

翻訳
- デヴィッド・レヴィン他『芸術としての身体 舞踊美学の前線』編共訳 勁草書房 1988

## 解説書
- 『ダブルクリック評論文読解 6 尼ケ崎彬・高橋英夫攻略集』明治書院第三編集部編著 明治書院 1997